# Salicilaldeído
Salicilaldeído (2-hidroxibenzaldeído) é o composto químico com a fórmula C6H4CHO-2-OH. Juntamente com o 3-hidroxibenzaldeído e 4-hidroxibenzaldeído, é um dos três isômeros do hidroxibenzaldeído. Este líquido oleoso incolor tem um odor amargo de amêndoas em uma alta concentração e um aroma de trigo sarraceno característico à baixa concentração. 
O salicilaldeído foi identificado como um componente do aroma característico do trigo sarraceno.  Salicilaldeído é um precursor chave para uma variedade de agentes quelantes. Pode ser preparado do fenol e clorofórmio por aquecimento com hidróxido de sódio ou hidróxido de potássio em uma reação de Reimer-Tiemann: